# Желебей
Желебей (словен. Želebej) — поселення в общині Метлика, регіон Південно-Східна Словенія, Словенія.